# Melanophryniscus admirabilis
Melanophryniscus admirabilis – gatunek płaza bezogonowego z rodziny ropuchowatych (Bufonidae).

## Systematyka
Melanophryniscus admirabilis zalicza się do rodziny ropuchowatych.

## Budowa
Autorzy opisy wyróżnili gatunek na podstawie pewnych cech budowy zewnętrznej oraz wzoru ubarwienia.

## Rozmieszczenie geograficzne
Gatunek ten zalicza się do endemitów. Spotyka się go jedynie w południowej Brazylii, na terenie stanu Rio Grande do Sul, gdzie w gminie Arvorezinha znajduje się lokalizacja typowa tego gatunku: Perau de Janeiro o współrzędnych geograficznych 28°51′S 52°18′W/-28,850000 -52,300000. Obszar zajmowany szacuje się na zaledwie 4 km².

## Ekologia
Płaz zamieszkuje południową część Wyżyny Brazylijskiej, dokładniej skrajnie południową część lasu atlantyckiego, na stromych i skalistych brzegach rzeki Forqueta. Tereny te leżą na wysokości 400–616 m nad poziomem morza.

## Cykl życiowy
Aktywność rozrodczą tych płazów notowano prawie we wszystkich miesiącach roku. Sezonowe zmiany poziomu wody w rzece powodują powstanie niewielkich zbiorników wodnych na skałach i w nich dochodzi do rozrodu. Płazy korzystają też z wysięków wodnych w przyległych do rzeki lasach. Samice składają jaja w pakietach po około 20 sztuk, pakietów tych jest więcej niż 1, a każdy prawdopodobnie składany jest w innym zbiorniku wodnym. Z jaj wylęgają się prowadzące wodny tryb życia kijanki.

## Zagrożenia i ochrona
W Czerwonej księdze gatunków zagrożonych IUCN płaz ten od 2013 roku klasyfikowany jest jako gatunek krytycznie zagrożony (CR, ang. Critically Endangered); wcześniej, od 2008 roku uznawano go za gatunek bliski zagrożenia (NT, ang. Near Threatened).
Zwierzę jest dość często spotykane, jednak skrajnie niewielki obszar przez nie zajmowany świadczy o tym, że populacja jest bardzo mała. Trend liczebności populacji nie jest znany.
IUCN wśród potencjalnych zagrożeń dla gatunku wymienia m.in. proponowaną budowę elektrowni wodnej, która jednak jak dotąd nie uzyskała pozwolenia od instytucji środowiskowej. Organizacja zwraca jednak uwagę, że niewielki zasięg występowania gatunku leżący poza obszarami chronionymi czyni go wrażliwym na ewentualne czynniki losowe, dlatego też zauważa konieczność podjęcia jakichś działań ochronnych.